# Cavalcade of Glee and Dadaist Happy Hardcore Pom Poms
Cavalcade Of Glee and Dadaist Happy Hardcore Pom Poms es un álbum de Venetian Snares, lanzado en 2006.
Swindon contiene samples de una voz femenina que dice: "Someone in Leicester got stabbed in a club with, like, a syringe full of AIDS blood". 
El tema está bautizado en honor a Swindon un pueblo inglés en Wiltshire. 
El nombre del 3º tema, Pwntendo, es un portmanteau de la palabra "pwn", de la jerga de los videojuegos, y el nombre de la compañía de juegos Nintendo, además este track samplea sonidos de la consola NES de esta compañía.
P se caracteriza por ser el tema "diferente" del disco, contrario al sonido áspero y breakcore de los restantes tracks, este tema es más bien tenue, sin percusiones, conteniendo sólo una melodía ambiental repetitiva.
La carátula del disco muestra una vaca alterada con mecanismo y engranajes, esto, en directa relación con el tema Vache. El track contiene 2 voces sampleadas: la voz de un hombre que dice en inglés "this is a machine for making cows", y una voz femenina en francés que dice: "c'est une machine pour faire des vaches" (esta es una máquina para fabricar vacas). 

## Lista de temas
1. Donut – 4:38
2. Swindon – 5:26
3. Pwntendo – 4:19
4. XIII's Dub – 3:47
5. Vache – 5:03 (Vaca en francés)
6. Plunging Hornets – 5:09
7. Twirl – 4:28
8. Tache – 6:27
9. P – 2:10
10. Cancel – 6:54